# Реми
Реми је игра односно породица популарних игара картама. Игра се први пут појавила почетком 20. века, а вероватно је потекла из мексичке игре conquian. Основна варијанта ремија (обични реми), је познат у литератури o играма са картама, као „Стрејт реми“ (енгл. Straight Rummy). Средином 20. века, реми доживљава експанзију, па данас постоји неколико стотина варијанти, као и низ сличних игара, а све их карактерише заједнички циљ; што пре се ослободити карата из руку. Многи играчи користе име реми, везано за игру под називом (енгл. 500 Rum), у којој се може узети више од једне карте из групе (гомиле или хрпе), бачених карата.
Врло важна карактеристика Реми-игара је да се не играју на штихове (игара на штихове), већ се искључиво своде на слагање комбинација. Оне се могу формирати у рукама, или на столу, у зависности од врсте Ремија. Треба нагласити, да је реми, уз покер и канасту, класичан представник игара на комбинације.

## Историјат
Сматра се да је карташка игра реми, настала током 19. века и још увек постоје различите теорије како се почела играти. Према једној теорији, игра је настала у Шпанији. Оправдање за ову теорију је једна од најстаријих Реми игара, која се звала conquian. Из Шпаније се игра преселила у Мексико. Крајем 19. века ова игра је погодила амерички југ и Тексас, где се често спомиње под именом cooncan. Затим се прича наставља када је игра дошла у Енглеску и добила име „рум“ (у енглеском сленгу - вероватноћа), да би се поновно вратила у САД и постала популарна као Реми (енгл. Rummy).
Према другим подацима, такође из истог период, али са истока Азије. Везу данашње игре са Кином проналазе у сличности ремија са тадашњим кинеским карташким играма. Све ове игре имале су сличан циљ, а то је скупити одређени сет карата и на тај начин победи. Исто тако, велика сличност ремија и популарне кинеске игре мах јонг даје додатну потврду овој теорији.
Француска верзија; ова теорија је сасвим конкретна и једноставна у поређењу са претходне две. Према овој верзији игра Реми је настала из покера. Обе игре имају сличности, али наравно и различитости. Циљ ових игара је потпуно другачији, док сличност јесте у основној формацији карата. Сетови карата којима тежите у ремију су исти као комбинација скала или кента у покеру, а групе истих карата подсећају на трилинг и покер.

## Основна варијанта

### Карте
Игра се најбоље игра са два до четири играча, али може да учествује и до шест играча. Може да се игра са фиксним бројем дељења, а исто тако може да се игра до постизања зацртаног броја бодова. Број дељења или циљни резултат треба да буде договорено пре почетка партије.
У ремију се користе стандардни енглески шпилови, од по 52 карте. Код неких варијанти су у питању два спојена шпила, при чему се шпиловима придодају један или више џокера, који имају улогу замене осталих карата. Основна варијанта (обични реми), игра се само са једним шпилом, без џокера.

### Дељење
Први делитељ је случајно изабран и они се наизменично мењају (два играча), односно мењају се у смеру казаљке на сату, ако у игри учествује више од два играча. У игри са два играча, сваки играч добија руку од десет карата. Седам карата се дели сваком играчу, ако играју три или четири играча, а када игра пет или шест, сваки играч добија шест карата. Карте се деле једна по једна, и након дељења, следећа карта се поставља лицем нагоре на столу, како би се означио почетак групе бачених карата, а остатак се поставља лицем надоле поред ње (залихе).
Број карата који се дели зависи од броја играча на начин као што је приказано у следећој табели:
| Број играча | Број карата      |
| ----------- | ---------------- |
| 2 играча    | 10 карата сваком |
| 3-4 играча  | 7 карата сваком  |
| 5-6 играча  | 6 карата сваком  |

### Циљ игре
Циљ игре је ослободити се свих карата у руци.
Постоје три начина да се играч ослободи карата: спуштање или излагање карата (енгл. melding), додавање (енгл. laying off) и бацање карте (енгл. Discarding):
- Излагање се односи постављање комбинације карата из руке лицем према горе испред себе на столу. Постоје две врсте комбинација које могу бити повезане,
 а то су низови (низ повезаних карата исте боје, пр. 8♣,9♣,10♣, Ј♣) и групе (скуп карта исте вредности, пр. 3♣, 3♠, 3♦, 3♥).
- Додавање карте или карата из руке на изложене карте, које су већ на столу. Да би карта била додата, она мора чинити комбинацију са спојеним картама (пр. А♣ се може додати на 2♣,3♣,4♣).
- Бацање карте се односи на ослобађање карте из руке и постављање на врх хрпе бачених карата, након чега је следећи играч на реду.

### Ток игре
Два играча наизменично играју почев од играча који није делио карте, ако игра више од два играча, они се смењују у смеру казаљке на сату, почев од играча који се налази са леве стране играча који је делио карте.
Сваки круг се састоји од следећих делова:
1. Подизање карте: да би играч почео са игром, он претходно мора да подигне једну карту из залиха или са врха групе одбачених карата. Одбачене карте су окренуте лицем нагоре, па играч унапред зна коју карту узима, а ако играч одлучи да подигне карту из залиха он је узима и притом је не показује осталим играчима.
2. Спуштање карата: ако играч има валидну групу или низ у својим рукама, он може да их спусти испред себе на сто, тако да буду окренуте лицем према горе. Правило је да играч не може да спусти више од једна комбинације по кругу и спуштање карата је опционо. Играч не мора да спусти карте, само зато што то може.
3. Додавање карте/карата:такође је опционо. Играч може додати карте групи или низу, који је претходно спуштен на сто. Без обзира да ли је сам играч спустио карте или је то учинио неко други. У овом случају не постоји ограничење у броју карата које играч може да дода по једном кругу.
4. Бацање карте:играч на крају свог круга баца карту. Он мора бацити једну карту из своје руке на врх групе одбачених карата. Правило је да играч не сме да баци исту карту коју је узео са врха групе бачених карата и притом оставити карте у руци неизмењене. Мора да баци другу карту. Међутим, он може да је баци у следећем кругу. Ако се одлучи да подигне карту из залиха, у том случају је може бацити у истом кругу.

Ако су залихе карата потрошене и следећи играч не жели да узме карту са врха бачених карата, бачене каре се окрећу без мешања како би се формирала нова залиха и игра се наставља. Играч побеђује „изласком“, спуштањем, додавањем или бацањем последње карте, након чега се партија завршава и остали играчи немају право да додају или спуштају карте иако имају валидне комбинације у рукама.

### Бодовање
Када играч изађе, осталим играчима се додаје вредност свих карата које су им остале у рукама, према правилу:
- Слике картице (К, Q, Ј) носе 10 поена,
- Асови носе, 1 поен,
- Карте са бројевима вреде исто као њихове номиналне вредности - пр. шест вреди 6 поена.

Укупна вредност свих карата у рукама осталих играча се додаје на кумулативни резултат победника.
Игра се наставља све док играч не достигне циљ (бр. поена) који је договорен почетка игре, или до договореног броја дељења.